# Riahi Rabih
Riahi Rabih (* 1912 in Orléansville, Algerien; † Mai 1946 in Marseille) war ein französischer Fußballspieler.

## Karriere
Rabih spielte für die Mannschaft des Klubs Olympique Marseille, die sich im Verlauf der Saison 1931/32 die Qualifikation für die 1932 neu geschaffene Profiliga Division 1 sicherte. Somit trat er fortan in der höchsten französischen Spielklasse an, in der er am 11. September 1932 beim 2:1-Sieg seiner Mannschaft gegen Olympique Lille debütierte und damit am ersten Spiel der neuen Spielklasse teil hatte. 
Anschließend kam er zunächst nicht über gelegentliche Einsätze hinaus, avancierte jedoch in der Spielzeit 1933/34 zum Stammspieler. Somit wäre er im Pokalfinale 1934 eigentlich gesetzt gewesen, fiel aber verletzungsbedingt aus und musste eine Niederlage seiner Mannschaft erleben; im Jahr darauf wiederholte sich sein Schicksal, wobei das Team anders als zuvor den Titel gewinnen konnte und Rabih trotz Einsätzen in den vorherigen Turnierrunden nicht direkt am Gewinn der Trophäe beteiligt war. Im Anschluss daran büßte er seinen Stammplatz im Mittelfeld ein; sein letztes Erstligaspiel bestritt er am 5. Januar 1936 bei einem 1:1-Unentschieden gegen den FC Sète. Im selben Jahr beendete er mit etwa 24 Jahren seine Profilaufbahn, in der er auf 57 Erstligapartien mit sechs Toren kam.